# Magazos (Ávila)
Magazos es una localidad y una pedanía española perteneciente al municipio de Nava de Arévalo, situada en el norte de la provincia de Ávila, en la comunidad autónoma de Castilla y León.

## Historia

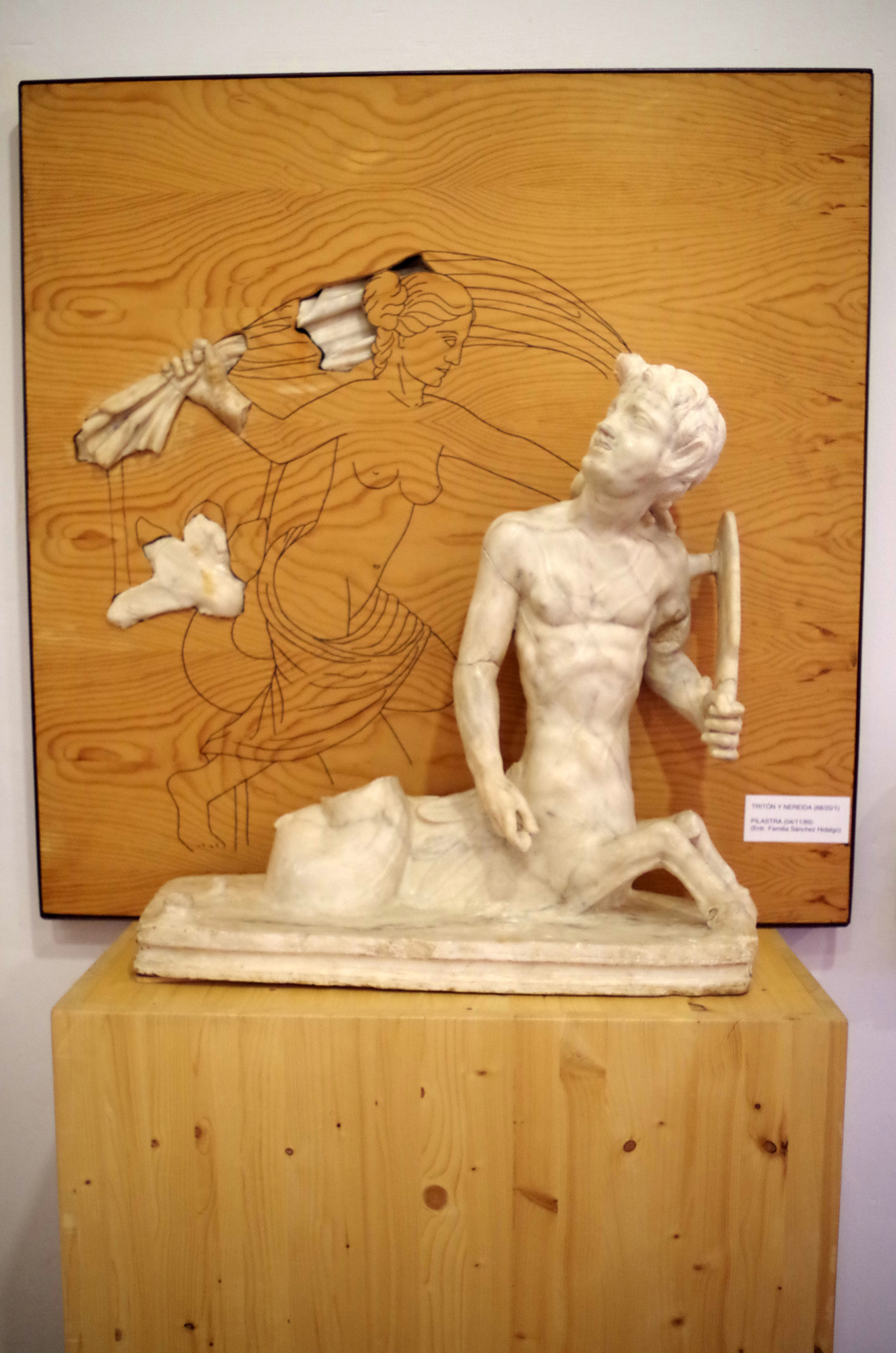
"El Tritón y la Nereida, escultura romana hallada en la villa expuesta en el Museo de Ávila".

En noviembre de 1945 se halló un mosaico polícromo con decoración geométrica de la época romana en la localidad asociado a la existencia de una villa. También se halló, perteneciente a la misma villa un grupo escultórico de mármol representando a un tritón y una nereida.
Según el censo de 1842 Magazos, por entonces un municipio, tenía una población de derecho de 68 habitantes. En el censo de 1857 el municipio ya había desaparecido y la localidad estaba incorporada al municipio de Nava de Arévalo.
Pascual Madoz en la entrada para la localidad de su Diccionario geográfico-estadístico-histórico de España y sus posesiones de Ultramar (1848) la describe como situada en un terreno llano.

### SigloXIX
Así se describe a Magazos en la página 18 del tomo XI del Diccionario geográfico-estadístico-histórico de España y sus posesiones de Ultramar, obra impulsada por Pascual Madoz a mediados del siglo XIX:

MAGAZOS

Lugar con ayuntamiento de la provincia y diócesis de Ávila (7 leguas), partido judicial de Arévalo (1 1/2), audiencia territorial de Madrid (20), capitanía general de Castilla la Vieja (Valladolid, 12 1/2).
Situado en terreno llano y pantanoso, le combaten todos los vientos, y su clima es poco sano, padeciéndose por lo común fiebres intermitentes.
Tiene sobre 20 casas de mala distribución interior, 1 plaza, casa de ayuntamiento y 1 iglesia parroquial (Santo Tomás Apóstol), servida por 1 párroco, cuyo curato es de entrada y de provisión ordinaria; tiene por anejo a Noharre; el cementerio se halla en paraje que no ofende la salud pública, y los vecino se surten de agua para sus usos domésticos de una fuente que se encuentra en las inmediaciones del pueblo, haciéndolo para el de los ganados de pozos, o bien de varias lagunas que hay en el término.
Este confina con Aldeaseca, Noharre y Vinaderos y comprende algún viñedo, varios pastos, 1.480 fanegas de tierras cultivadas y 70 incultas; de las cultivadas 280 de primera suerte, destinadas a cebada y trigo, 400 de segunda de trigo y algarrobas, y 800 de tercera a centeno.
El terreno es llano, árido y pantanoso. Caminos: los que dirigen a los pueblos limítrofes en mediano estado. El correo se recibe de la cabeza del partido.
Producciones: trigo, cebada, centeno, algarrobas, vino, garbanzos y legumbres; mantiene ganado lanar y vacuno, y cría caza de liebres, perdices, otras aves y algunos lobos.
Industria: la agrícola. Comercio: importación de los frutos sobrantes a los mercados de Arévalo, en cuyo punto se surten los habitantes de todo lo necesario.
Población: 18 vecinos, 68 almas.

Capital productivo: 323.000. Imponible: 12.920. Industrial y fabril: 500. Contribución: 3.018 reales con 20 maravedíes.

## Demografía
| Gráfica de evolución demográfica de Magazos entre 2000 y 2022                 |
|                                                                               |
| Población (2000-2011) según el nomenclátor de unidades poblacionales del INE. |